# Asami Abe
Asami Abe (安倍 麻美?, Abe Asami; Muroran, 27 febbraio 1985) è una cantante giapponese.
È la sorella minore della cantante e attrice Natsumi Abe.

## Discografia
Album
- 2003 - Wishes
- 2004 - 4 colors

Singoli
- 2003 – Riyū (理由)
- 2003 – Our Song
- 2003 – Kimi o Tsureteiku (きみをつれていく)
- 2004 – Sotsugyō (卒業)
- 2004 – Jōnetsu Setsuna (情熱セツナ)
- 2004 – Everyday